# Il riposo
Il riposo è un dipinto eseguito da Giovanni Fattori nel 1887.
Altra opera dai classici temi della pittura di macchia realizzata a sviluppo orizzontale (88x179 cm) e raffigurante un contadino stanco che riposa seduto in un campo dopo aver staccato i buoi.
Gli elementi sono posizionati sulla diagonale che unisce il vertice in basso a sinistra a quello in alto a destra, e i colori utilizzati sono sostanzialmente quelli primari. Il carro è rosso, il campo giallo e il mare blu.
Il carro col suo aratro abbandonato si intravedono appena, i buoi, che occupano il centro della composizione, hanno una mole molto evidente, mentre il contadino sulla sinistra presenta una struttura piramidale.
Il paesaggio di questo caldo pomeriggio estivo della maremma toscana è maestoso e solitario.